# Мубарекська зона
Мубарекська зона (рос. Мубарекская зона) — провальна пропозиція радянського уряду, що просувалася КДБ СРСР протягом 1970-х і 1980-х років, з метою витіснити депортованих з Криму кримських татар (яких уряд називав «людьми татарської національності, які раніше проживали в Криму»), розкиданих по всій Ферганській долині, і «перемістити» їх у практично промислово не розвинений Мубарецький район Кашкадар'їнської області Узбецької РСР для того, щоб з їхньою допомогою індустріалізувати цей район, «укоренити» народ в Узбекистані, покласти край боротьбі кримських татар за право на повернення в Крим, сформувавши новий «татарський район» як альтернативу основним цілям кримськотатарського національного руху — поверненню до Криму та відновленню автономії. Мало хто з кримських татар підтримав цей урядовий проєкт або коли-небудь переїжджав в запропонований район, розглядаючи цей проєкт як план подальшої асиміляції їх в Узбекистані, перетворення їх в «мубарекських татар», утримання далеко від Криму і запобігання відновлення Кримської АРСР. У підсумку проєкт був скасований, оскільки стало зрозуміло, що вкрай мале число кримських татар переїжджали в Мубарек, але при цьому значна їх частина мала сильне бажання повернутися на історичну батьківщину — Крим — попри серйозну урядову підтримку політики «укорінення» в Середній Азії, яку автори проєкту називали «землею їхніх предків» для просування своєї пропозиції і штучного применшення зв'язку кримських татар з Кримським півостровом. Раніше ЦК намагався «вирішити» «кримськотатарську проблему», пропонуючи їм переселитися в Татарську АРСР і «возз'єднатися» з казанськими татарами, попри як величезні мовні відмінності, так і етнічне походження двох народів, що значно відрізняється, і, очікувано, жоден кримський татарин так і не «повернувся» в Татарстан за цією «пропозицією».